# Cologno Centro
Cologno Centro – stacja metra w Mediolanie, na linii M2. Znajduje się na via XXV Aprile, w Cologno Monzese i zlokalizowana jest pomiędzy stacjami Cologno Nord, a Cologno Sud. Została otwarta w 1981.